# Xiamen Air
Xiamen Airlines (廈門航空 / 厦门航空,  Xiàmén Hángkōng) ist die viertgrößte chinesische Fluggesellschaft mit Sitz in Xiamen und Basis auf dem Flughafen Xiamen. Sie ist eine Tochtergesellschaft der China Southern Airlines und Mitglied der Luftfahrtallianz SkyTeam.

## Geschichte
Xiamen Airlines wurde im Jahr 1984 als Gemeinschaftsunternehmen des Ministeriums für Zivilluftfahrt (CAAC) und der Provinzregierung von Fujian gegründet. Der Flugbetrieb begann im Januar 1985 mit drei von CAAC zur Verfügung gestellten Boeing 737-200. Anschließend bestellte die Gesellschaft zwei Boeing 737-300 und drei 757-200 über die staatliche Einkaufsgesellschaft.
Im Jahr 1991 übernahm China Southern Airlines die Anteile in Höhe von 60 Prozent von CAAC und nutzt Xiamen Airlines seitdem auch als Zubringer für ihr Streckennetz. Dafür wurden in den folgenden Jahren die Flotte erweitert sowie neben Xiamen auch Basen in Fuzhou, Hangzhou, Wuyishan, Guangzhou und Nanchang eingerichtet.
Im November 2011 wurde bekannt gegeben, dass Xiamen Airlines Ende 2012 der Luftfahrtallianz SkyTeam beitreten wird. Dabei wurde Xiamen Airlines durch ihre Muttergesellschaft China Southern unterstützt.

## Flugziele
Das Streckennetz der Xiamen Airlines deckt hauptsächlich den Südosten Chinas ab, es werden jedoch auch Ziele in ganz China sowie zudem weitere wichtige asiatische Ziele angeflogen.

## Flotte

### Aktuelle Flotte

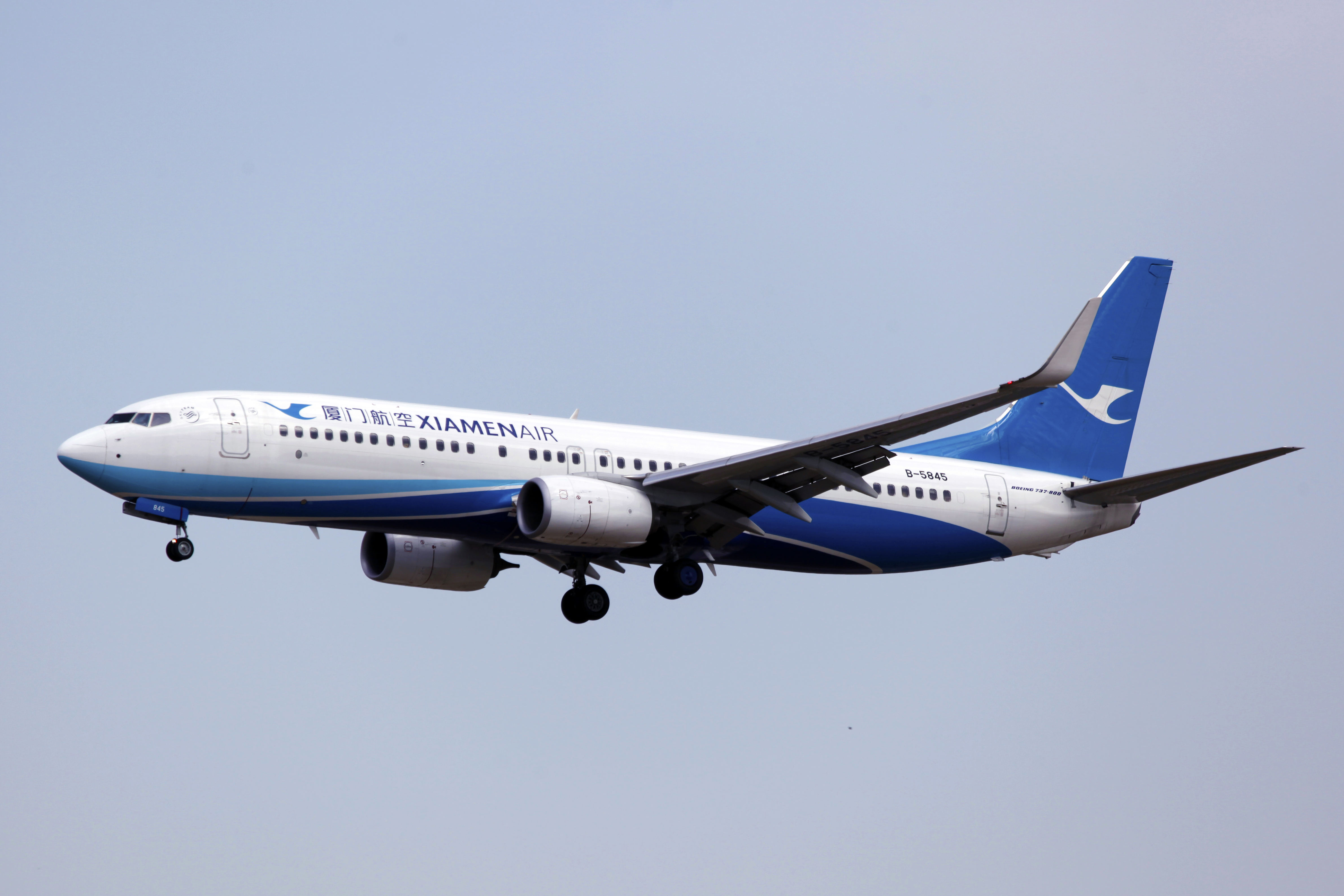
Boeing 737-800 der Xiamen Airlines

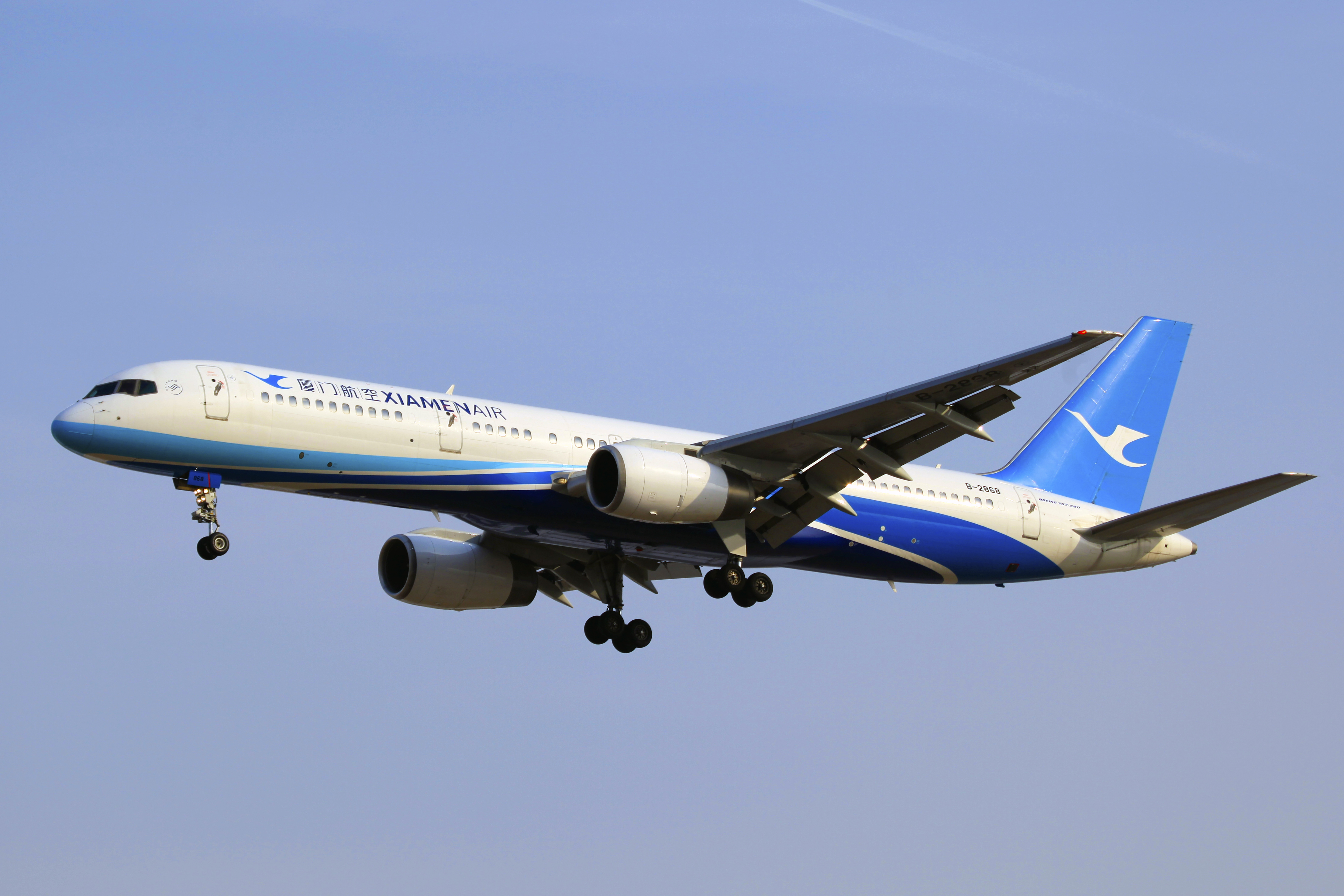
Boeing 757-200 der Xiamen Airlines

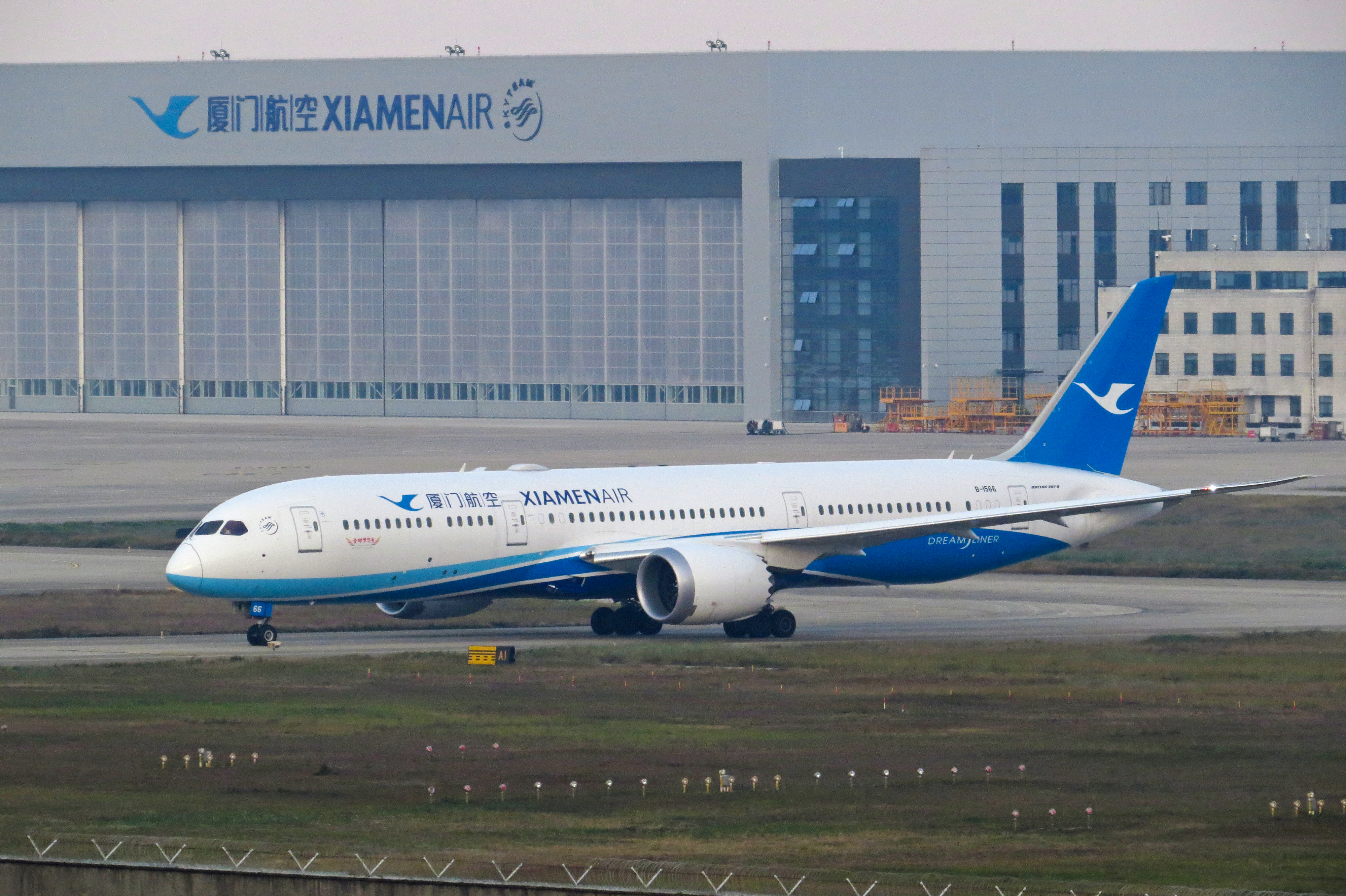
Boeing 787-9 der Xiamen Airlines

Mit Stand August 2024 besteht die Flotte der Xiamen Airlines aus 166 Flugzeugen mit einem Durchschnittsalter von 9,2 Jahren:
| Flugzeugtyp       | Anzahl | bestellt | Anmerkungen                  | Sitzplätze (First/Business/Eco) | Durchschnittsalter |
| ----------------- | ------ | -------- | ---------------------------- | ------------------------------- | ------------------ |
| Airbus A320neo    |        | 25       |                              | – offen –                       |                    |
| Airbus A321neo    | 015    | 0        |                              | 208 (-/8/200)                   | 1,0 Jahre          |
| Boeing 737-700    | 06     |          | mit Winglets ausgestattet    | 128 (-/8/120)                   | 15,0 Jahre         |
| Boeing 737-800    | 117    |          | mit Winglets ausgestattet    | 170 (-/8/162) 184 (-/-/184)     | 10,6 Jahre         |
| Boeing 737-800BCF | 01     |          | betrieben für Air Road Cargo | Cargo                           | 10,6 Jahre         |
| Boeing 737 Max 8  | 015    | 20       |                              | 184 (-/-/184)                   | 5,0 Jahre          |
| Boeing 787-8      | 06     |          |                              | 237 (4/18/215)                  | 9,5 Jahre          |
| Boeing 787-9      | 06     |          |                              | 287 (-/30/257)                  | 7,1 Jahre          |
| Comac C909        |        | 06       |                              | – offen –                       |                    |
| Gesamt            | 166    | 51       |                              |                                 | 9,2 Jahre          |

### Aktuelle Sonderbemalungen
| Flugzeugtyp      | Luftfahrzeugkennzeichen | Bemalung                                                | Zeitraum            | Bild |
| ---------------- | ----------------------- | ------------------------------------------------------- | ------------------- | --- |
| Airbus A321neo   | B-32CU                  | "First Airbus for Xiamenair"                            | seit Dezember 2022  | |
| Boeing 737-800   | B-1913                  | "Universal Beijing Resort – Minion Land"                | seit September 2023 | Bild gesucht Die Wikipedia wünscht sich an dieser Stelle ein Bild. Weitere Infos zum Motiv findest du vielleicht auf der Diskussionsseite . Falls du dabei helfen möchtest, erklärt die Anleitung , wie das geht. |
| Boeing 737-800   | B-5487                  | "Universal Beijing Resort – Jurassic World Isla Nublar" | seit September 2023 | Bild gesucht Die Wikipedia wünscht sich an dieser Stelle ein Bild. Weitere Infos zum Motiv findest du vielleicht auf der Diskussionsseite . Falls du dabei helfen möchtest, erklärt die Anleitung , wie das geht. |
| Boeing 737-800   | B-5633                  | "SkyTeam"                                               | seit November 2016  | |
| Boeing 737-800   | B-5656                  | "Beijing Daxing"                                        | seit August 2020    | Bild gesucht Die Wikipedia wünscht sich an dieser Stelle ein Bild. Weitere Infos zum Motiv findest du vielleicht auf der Diskussionsseite . Falls du dabei helfen möchtest, erklärt die Anleitung , wie das geht. |
| Boeing 737-800   | B-5688                  | "100th Boeing aircraft for Xiamen Airlines"             | seit November 2013  | |
| Boeing 737-800   | B-7178                  | "8,888th 737"                                           | seit Januar 2016    | Bild gesucht Die Wikipedia wünscht sich an dieser Stelle ein Bild. Weitere Infos zum Motiv findest du vielleicht auf der Diskussionsseite . Falls du dabei helfen möchtest, erklärt die Anleitung , wie das geht. |
| Boeing 737 Max 8 | B-1136                  | "2000th Boeing Aircraft for China"                      | seit November 2018  | Bild gesucht Die Wikipedia wünscht sich an dieser Stelle ein Bild. Weitere Infos zum Motiv findest du vielleicht auf der Diskussionsseite . Falls du dabei helfen möchtest, erklärt die Anleitung , wie das geht. |
| Boeing 787-9     | B-1356                  | "United Dream"                                          | seit März 2018      | |

### Ehemalige Flugzeugtypen
Zuvor betrieb Xiamen Air unter anderem auch folgende Flugzeugtypen:
- Boeing 737-200/300/500
- Boeing 757-200

## Zwischenfälle
Xiamen Airlines verzeichnete von ihrer Gründung 1984 bis Dezember 2018 drei Totalverluste, davon einen mit 82 Todesopfern (sowie acht Entführungen). Beispiele:
- Am 2. Oktober 1990 kollidierte auf dem Flughafen Guangzhou-Baiyun (alt) eine entführte Boeing 737-247 der Xiamen Airlines (B-2510) mit zwei anderen Flugzeugen. Als die Piloten wegen Treibstoffmangels notlanden wollten, kam es in der Landephase zu einem Handgemenge mit dem Entführer, worauf die Maschine hart aufsetzte und von der Landebahn abkam. Sie kollidierte mit einer geparkten Boeing 707 der China Southwest Airlines (B-2402) und einer Boeing 757-21B der China Southern Airlines (B-2812), deren Piloten auf die Startfreigabe warteten. In der außer Kontrolle geratenen Boeing 737 wurden 82 der 102 Menschen an Bord getötet, in der Boeing 757 kamen 46 von 122 Insassen ums Leben. In der Boeing 707 überlebte das einzige an Bord befindliche Besatzungsmitglied (siehe auch Xiamen-Airlines-Flug 8301).[12][13][14]

- Am 16. August 2018 verunglückte eine Boeing 737-85C der Xiamen Airlines (B-5498) bei der Landung auf dem Flughafen Manila/Ninoy Aquino (Philippinen). Nachdem der erste Landeanflug abgebrochen worden war, rutschte die Maschine beim zweiten Landeversuch von der Landebahn. Alle 165 Insassen blieben unversehrt. Das Flugzeug wurde irreparabel beschädigt.[15][16]